# 마에다 유카
마에다 유카(일본어: 前田憂佳, 1994년 12월 28일 ~ )는 전 스마이레지의 한 명. 하로프로에그의 전 멤버이기도 하다. 지바현 출신. 공식 닉네임은 유카린(ゆうかりん). 그 외의 애칭은 유카(ゆうか). 현재는 연예계는 은퇴를 했지만 최근에는 여행사에 취직해서 대학생과 수학여행 가이드를 하고있다.

## 약력
2004년
- 6월 - 하로프로 에그 오디션 2004에 합격하여, 하로프로에그의 일원이 된다.

2005년
- 1월 - 헬로! 프로젝트 콘서트 투어 도쿄 공연(나카노, 요코하마)의 백댄서로 참가.
- 7월 - 헬로! 프로젝트 콘서트 투어 요요기 공연에 백댄서로 참가.
- 10월 8일 ~ 10일 -「모닝구무스메。“뜨거운 지구를 식힌다.”문화제 2005 in 요코하마」에서「토모이키·키오우에타이」의 피로연 출연.

2006년
- 1월 - 헬로! 프로젝트 콘서트 투어 도쿄 공연(나카노, 요코하마)의 백댄서로 참가.
- 7월 31일 - JNN 계열 드라마「가킨쵸 ~리턴 키즈~」의 제1화에「아오이」역으로 출연.
- 9월 2일 ~ 3일 - SHIBUYA-AX에 행해진 컨트리무스메。콘서트의 앵콜에 출연.
- 9월 8일 - 드라마「가킨쵸 ~리턴 키즈~」출연에 관련해 연기하는「아오이」와 미야마 카렌이 연기하는「모모」가 드라마 중 결성하는 아이돌 유닛「팔레트」(후에 아오이는 스즈키 사토코 연기하는 거리와 교대)가 노래하는 드라마 삽입노래「세계는 우리들을 기다리고 있다」가 CD 발매되었다. 당초에는 통상 판매 루트를 타지 않고, 인터넷 통신 판매로 한정되었지만 호평을 받아 9월 말부터 일반 CD 숍에서도 판매되었다.

2007년
- 1월 - 헬로! 프로젝트 콘서트 투어 도쿄 공연(나카노, 요코하마)의 백댄서로 참가.
- 4월 12일 ~ 22일 - 극단「오토나노무기챠」의 공연「소토와시로이하루노쿠모」에 출연. 2월 1일부터, 공식 블로그「Hi! 유카 방송국입니다」가 스타트했다.
- 5월 13일 -「제1회 헬로! 프로젝트 신인 공연」에 출연.
- 8월 26일 - 요코하마 BLITZ에서 개최된「2007 헬로! 프로젝트 신인 공연 8월 ~요코하마에서 만납시다~」에 출연.
- 9월 2일, 10월 7일 - 키즈스테이션에서「특별프로!! 챠오. TV 하로프로에그의 프린세스 결정전」이 방송되었다. 덧붙여서 다른 출연 멤버는 오가와 사키, 오카이 아스나, 사호 아카리, 후쿠다 카논, 와다 아야카, 코미네 모모카였다.
- 9월 21일 ~ 30일 - 스탠다드 송 엔터테이먼트 Presents「에쿠보~People song~」에 후루카와 코나츠와 출연.
- 11월 23일 - 시나가와 스테라 홀에서 개최된「2007 헬로! 프로젝트 신인 공연 11월 ~시나가와에서 만납시다~」에 출연.
- 12월 31일 - 제58회 NHK 홍백가합전에 모닝구무스메。, Berryz코보, ℃-ute의 백댄서로 출연.

2008년
- 1월 - 헬로! 프로젝트 콘서트 투어 도쿄, 아이치, 오사카 공연의 백댄서로 참가.
- 3월 29일 - 요코하마 BLITZ에서 개최된「2008 헬로! 프로젝트 신인 공연 3월 ~반짝임의 요코하마~」에 출연.
- 4월 23일 ~ 27일 - 극단「오토나노무기챠」의 공연「비죠기장크션」에 출연.
- 6월 - 모닝구무스메。와 다카라츠카 가극단의 콜라보레이션 뮤지컬「신데렐라」를 응원하는 스페셜 유닛「High-King」에 선출.
- 6월 22일 - 아카사카 BLITZ에서 개최된「2008 헬로! 프로젝트 신인 공연 6월 ~아카사카HOP~」에 출연.
- 8월 9일 - 도쿄 후생 연금 회관에서 개최된「08'여름 나이스 걸 프로젝트! 이모셔널 라이브 ~미라클 섹시 다이너마이트~」의 도쿄 공연 한정 게스트로 하로프로에그 선발로 출연.
- 9월 20일 - 오다이바 아쿠아 아레나에서 개최된「캐릭캐릭 체인지 축제」로 신유닛「슈고캬라에그!」의 멤버로 선출된 것을 발표.
- 9월 23일 - 도쿄 메르파르크호르에서 개최된「2008 헬로! 프로젝트 신인 공연 9월 ~시바공원 STEP~」에 출연.
- 11월 24일 - 요코하마 BLITZ에서 개최된「2008 헬로! 프로젝트 신인 공연 11월 ~요코하마 JUMP!~」출연.

2009년
- 4월 4일 ~ 5일 - 요코하마 BLITZ에서 개최된「2009 헬로! 프로젝트 신인 공연 4월 ~요코하마HOP~」에 출연. 오가와 사키, 와다 아야카, 후쿠다 카논과 함께「메이저 데뷔를 목표로 하는 신유닛」에 선발되었던 것이 발표된다.
- 5월 8일 - 프로듀서 층쿠♂가 자신의 오피셜 블로그에서, 신유닛「S/mileage」(후에 카타카나 표기「스마이레지(スマイレージ)」로 변경)라는 명칭을 발표.

2010년
- 2월 26일 - Twitter 개시. 공식 블로그를 Ameblo에서 공개 개시.
- 3월 3일 - 후쿠다 가논과 함께 Inter FM「FIVE STARS」수요일 담당 DJ에.
- 3월 27일 - 하로프로에그를 졸업.
- 4월 3일 - 스마이레지의 메이저 데뷔가 결정.
- 5월 26일 -「꿈꾸는 15세(夢見る 15歳)」를 통해 메이저 데뷔했다.
- 7월 22일 - 첫 솔로 사진집「마에다 유카 15세(前田憂佳 15才)」를 발매해, 도쿄 도내에서 발매 기념 이벤트를 실시하였다.

2011년
- 10월 25일 - 대학 진학을 위한 수험 공부에 전념하기 위해, 동년 12월 31일로 연예계를 은퇴하는 것이 공식 발표되었다[1].
- 12월 31일 - 도쿄 메르파르크호르에서 개최된 팬클럽 한정 이벤트「S/mileage Mega Bank vol.4」로 스마이레지 및 헬로! 프로젝트를 졸업. 졸업 후, 연예계를 은퇴하였다.

## 출연

### 텔레비전 드라마
- 가킨쵸 ~리턴 키즈~ (2006년 9월 8일, TBS) - 제1화 아오이 역

### 텔레비전 애니메이션
- 공주체인지! 동화틱 아이돌 리루프릿 (2010년 4월 4일 ~ 2011년 3월 27일, 테레비도쿄 계열) - 다카시로 레이라 역할
- 노리노리♪노리스타 (2011년 4월 6일 ~ 12월 25일, 테레비도쿄 계열)

### 라디오
- FIVE STARS (2010년 3월 3일 ~ 2011년 9월 28일, Inter FM)

### 무대
- 소토와시로이하루노쿠모 (2007년 4월 12일 - 22일)
- 비죠기장크션 (2008년 4월 23일 - 27일)
- 캐릭캐릭 체인지 (히나모리 아무 역)

### DVD
- 마에다 유우카 순백 (2010년 8월 4일, Hachama)
- See You-karin ~Special Making Edition~ (2012년 2월 15일, Hachama)

## 서적

### 사진집
- 1st 솔로 사진집「前田憂佳 15才」(2010년 7월 23일, 와니북스) ISBN 978-4-8470-4294-2
- 라스트 솔로 사진집「See You-karin」(2011년 12월 20일, 와니북스) ISBN 978-4-8470-4426-7

## 참가 유닛
- 토모이키·키오우에타이 (2005년 - 2009년)
- High-King (2008년 - 2011년)
- 슈고캬라에그! (2008년 - 2009년 9월)
- 스마이레지 (2009년 - 2011년)
- 리루프릿 (2010년 - 2011년)
- 셔플 유닛
  - 헬로! 프로젝트 모베키마스 (2011년)

## 같이 보기
- 헬로! 프로젝트
- 하로프로연수생 (구.하로프로에그)

## 참고
맨 뒷줄 왼쪽에서 세번째-http://s.ameblo.jp/angerme-ayakawada/image-12217692763-13793420748.html%7Chttp://s.ameblo.jp/angerme-ayakawada/image-12217692763-13793420748.html
최근에는 여행사에 취직했는지 수학여행 가이드를 하고 있는 것이 제보로 확인되었다.-http://livedoor.blogimg.jp/morning77/imgs/8/2/8299b1e2.jpg